# 蔡佳麟
蔡佳麟（1979年7月26日—），宜蘭縣冬山鄉人。畢業於國立羅東高級商業職業學校。為《明日之星Super Star》歌唱選秀節目出身的台語歌手，綽號「本土一哥」。原從事吊車司機工作。

## 音樂作品

### 專輯
|   | 專輯名稱         | 唱片公司 | 發行日期       | 曲目 |
| 1 | 《天色漸漸光》   | 亞薩藝能 | 2010年12月30日 | 歌名 1. 天色漸漸光 2. 為你打拼 3. 媽媽的眼淚 4. 秋風 5. 這款的愛情溫溫痛 6. 怎樣乎妳離開                                                                               |
| 2 | 《為愛車拚》     | 時代創藝 | 2012年8月17日  | 歌名 1. 人生的滋味--（獨唱版） 2. 為愛車拼 3. 找一個伴 4. 麻吉兄弟 5. 叨位跌倒叨位爬起 6. 人生的滋味（vs郭婷筠） 7. 快樂歌手 8. 母子情 9. 偏偏 10. 男兒漂泊的心情      |
| 3 | 《阿宅的心聲》   | 時代創藝 | 2014年1月22日  | 歌名 1. 阿宅的心聲 2. 心肝亂啥米 3. 龍飛鳳舞（男女對唱版-vs郭婷筠） 4. 尚痛的記誌 5. 笑笑看人生 6. 再會啦 7. 回鄉 8. 唱乎大家聽 9. 龍飛鳳舞（獨唱版） 10. 兄弟（華語） |
| 4 | 《飛仔麟》       | 時代創藝 | 2015年12月3日  | 歌名 1. 飛仔麟 2. 袂凍愛的人 3. 甘願為你孤單 4. 愛你一世人 5. 甜蜜的責任（vs丁姵均） 6. 故鄉的老爸 7. 感謝有你（vs丁姵均） 8. 愛情的熱度 9. 痴心的證明 10. 無人熟識    |
| 5 | 《猶原愛著你》   | 時代創藝 | 2017年2月21日  | 歌名 1. 癡情雪 2. 鐵漢柔情 3. 猶原愛著你 4. 心 ‧離開 5. 牽手（vs曹雅雯） 6. 人情味 7. 春花香 8. 月光 9. 好朋友 親兄弟 10. 成功的名                                     |
| 6 | 《問路》         | 時代創藝 | 2018年3月22日  | 歌名 1. 問路 2. 難忘的笑容 3. 燒滾滾（vs曹雅雯） 4. 挺你到底 5. 望天知影 6. 白頭偕老（vs郭婷筠） 7. 男人啊 8. 敢是想袂曉 9. 男人毋是沒眼淚 10. 人生的腳步              |
| 7 | 《小姐我親一下》 | 華特唱片 | 2023年8月8日   | 歌名 1. 小姐我親一下 2. 癡心踢到鐵 3. 一生為你等待（vs蔡以真） 4. 三杯酒 5. 甘露（vs方千玉） 6. 你若是無愛我 7. 浪子命 8. 等待 9. 催落去 10. 請你會記我愛你            |
| 8 | 《天公會保庇》   | 華特唱片 | 2024年7月30日  | 歌名 1. 攏是為著錢 2. 佮你無關 3. 堅持到底 4. 小姐姐你好 5. 敢是咱無緣 6. 完美人生（vs麗小花） 7. 愛咿愛咿 8. 夢七屆 9. 天公會保庇 10. 武當玄靈                        |
| 9 | 《王者之王》     | 華特唱片 | 2025年8月5日   | 歌名 1. 王者之王 2. 多情敢是你的名 3. 相思的歌 4. 燒酒矸 5. 愛情班車 6. 目標 7. 男人味 8. 愛你真狼狽 9. 攏是天安排 10. 不如啊 歸氣                                     |

### 單曲
| 專輯名稱       | 唱片公司 | 發行日期      | 曲目                                         |
| 《傷心無尾巷》 | 福茂唱片 | 2010年1月22日 | 歌名 1. 傷心無尾巷 2. 傷心無尾巷（卡拉半场） |

### 合輯
|    | 專輯名稱                           | 唱片公司 | 發行日期      | 曲目 |
| 1. | 《明日之星同學會(十週年紀念專輯)》 | 時代創藝 | 2018年9月27日 | 歌名 1. 疼憨人（許富凱&蔡佳麟） 2. 女人的勇氣（曹雅雯＆杜忻恬） 3. 歡喜甘願的憨尪水某（郭婷筠＆蔡佳麟） 4. 速配（曹雅雯＆許富凱） 5. 查某人 查埔人（曹雅雯＆郭忠祐） 6. 愛的存款（蔡佳麟＆陳怡婷） 7. 有你有我（郭婷筠＆曾瑋中） 8. 青春的腳踏車（郭忠祐＆張文綺） 9. Super Star（許富凱＆郭婷筠） 10. 好運一直來（賴慧如＋明日之星大合唱） |

## 參與合唱其他歌手專輯歌曲
| 發行日 | 合唱歌曲          | 對唱歌手 | 專輯名稱       | 發行公司     |
| ------ | ----------------- | -------- | -------------- | ------------ |
| 2013年 | 〈愛人變朋友〉    | 郭婷筠   | 《愛情做風颱》 | 時代創藝     |
| 2013年 | 〈情人路〉        | 陳怡婷   | 《愛情的網》   | 時代創藝     |
| 2014年 | 〈姻緣天註定〉    | 郭婷筠   | 《女人膽》     | 時代創藝     |
| 2016年 | 〈愛你愛我〉      | 陳怡婷   | 《愛情的滋味》 | 時代創藝     |
| 2017年 | 〈今世情 再世緣〉 | 郭婷筠   | 《原來的幸福》 | 時代創藝     |
| 2018年 | 〈愛的只有你〉    | 郭婷筠   | 《愛毋驚》     | 時代創藝     |
| 2018年 | 〈講好的幸福〉    | 陳怡婷   | 《牡丹情》     | 時代創藝     |
| 2022年 | 〈我會想你〉      | 白冰冰   | 《體會》       | 禾廣         |
| 2023年 | 〈愛你每一工〉    | 麗小花   | 《天就要光》   | 華特國際音樂 |
| 2024年 | 〈思念已經滇〉    | 麗小花   | 《苦心茶》     | 華特國際音樂 |
| 2024年 | 〈陪伴〉          | 黃妃     | 《青花姐仔》   | 華特國際音樂 |

## 比賽經歷
- 民視明日之星-台語組衛冕10關
- 宜蘭縣休閒盃冠軍
- 宜蘭市星光盃冠軍
- 宜蘭縣冷泉盃冠軍

## 演唱會

### 合體演唱會
| 年份   | 日期     | 名稱                      | 地點                   | 合體歌手                                                       |
| ------ | -------- | ------------------------- | ---------------------- | -------------------------------------------------------------- |
| 2011年 | 1月12日  | 明日之星初試啼聲演唱會    | 河岸留言西門紅樓展演館 | 許富凱、曹雅雯                                                 |
| 2011年 | 1月19日  | 明日之星初試啼聲演唱會    | 河岸留言西門紅樓展演館 | 許富凱、曹雅雯、郭婷筠、張文綺                                 |
| 2013年 | 3月23日  | 鐵獅玉玲瓏VS台語金曲歌廳  | 苗北藝文中心演藝廳     | 曹雅雯                                                         |
| 2014年 | 6月7日   | 明日之星-百萬金曲演唱會   | 苗北藝文中心演藝廳     | 許富凱、曹雅雯、郭婷筠、陳怡婷                                 |
| 2014年 | 9月13日  | 明日之星-邁向巨星之路     | 彰化縣員林演藝廳       | 許富凱、曹雅雯                                                 |
| 2014年 | 11月8日  | 明日之星-邁向巨星之路     | 中壢藝術館音樂廳       | 許富凱、曹雅雯                                                 |
| 2014年 | 11月15日 | 明日之星-邁向巨星之路     | 嘉義市音樂廳           | 許富凱、曹雅雯                                                 |
| 2015年 | 3月21日  | 【回鄉】精彩樂舞·幸福苗栗 | 苗北藝文中心演藝廳     | 羅時豐、郭婷筠                                                 |
| 2015年 | 10月24日 | 歌壇知己台語金曲演唱會    | 苗北藝文中心演藝廳     | 蔡小虎、陳怡婷                                                 |
| 2016年 | 6月18日  | 台語拚歌賞演唱會          | 苗北藝文中心演藝廳     | 曹雅雯、郭婷筠、陳盈潔                                         |
| 2017年 | 6月10日  | 明日之星-不見不散同學會   | 苗北藝文中心演藝廳     | 曹雅雯、郭婷筠、張文綺、陳怡婷、曾瑋中、林孟宗、郭忠祐、杜忻恬 |

### 擔任演唱會嘉賓
- 2017年-蔡小虎《福虎生風幸福送乎你》演唱會（3場）-固定嘉賓

## 電視劇
| 年份   | 頻道       | 劇名         | 飾演          |
| 2011年 | 民視       | 《父與子》   | 蔡佳麟        |
| 2018年 | 民視       | 《大時代》   | 蔡來旺        |
| 2022年 | 民視       | 《黃金歲月》 | 陳黑豹        |
| 2024年 | 民視       | 《愛的榮耀》 | 林天福 黃阿生 |
| 2025年 | 三立台灣台 | 《天知道》   | 王嘉麟        |

## 獎項紀錄
| 年份   | 頒獎典禮     | 獎項               | 作品               | 結果 |
| 2018年 | 第29屆金曲獎 | 最佳台語男歌手獎   | 《猶原愛著你》     | 提名 |
| 2019年 | 第54屆金鐘獎 | 戲劇節目新進演員獎 | 《大時代》/ 蔡來旺 | 提名 |